# Suncus madagascariensis
Suncus madagascariensis är en däggdjursart som först beskrevs av Charles Coquerel 1848.  Suncus madagascariensis ingår i släktet Suncus och familjen näbbmöss. IUCN kategoriserar arten globalt som livskraftig. Inga underarter finns listade i Catalogue of Life.
Arten förekommer på Madagaskar i låglandet och i bergstrakter upp till 1500 meter över havet. Den saknas bara i södra och centrala delen av ön. Suncus madagascariensis kan troligen leva i flera olika habitat. Den är nattaktiv och lever utanför parningstiden ensam. Näbbmusen äter främst insekter. Per kull föds en eller två ungar.